# بوي ويليام
بوي ويليام (بالإندونيسية: Boy William)‏ هو ممثل إندونيسي، ولد في 17 أكتوبر 1991 في جاكرتا في إندونيسيا.

## وصلات خارجية
- بوي ويليام على موقع IMDb (الإنجليزية)
- بوي ويليام على موقع ميوزك برينز (الإنجليزية)